# Geologia delle Alpi
Con Geologia delle Alpi si intende la descrizione dell'orogenesi alpina e della struttura geologica della catena alpina.

## Generalità

Mappa tettonica del Mediterraneo

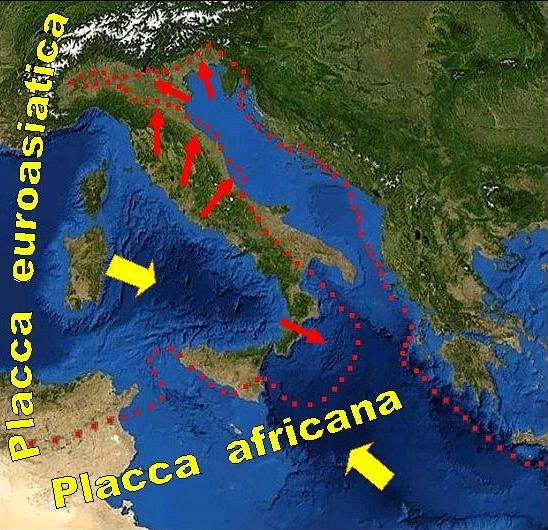
Schema semplificato dell'attuale struttura tettonica

Le Alpi formano una parte della cintura orogenetica terziaria, chiamata catena Alpino-Himalaiana, che si allunga dall'Europa sud-occidentale fino all'Asia, passando per l'Himalaya. Questa catena si formò durante l'orogenesi Alpina. La catena è interrotta solo da un buco nella parte est dell'Europa, dove le Alpi sono separate dai Carpazi; questo buco è attribuibile ad una subsidenza tettonica successiva all'orogenesi.
Le Alpi si formano come risultato della collisione tra la placca africana e la placca europea, evento in cui si è chiuso l'oceano della Tetide. Durante L'Oligocene ed il Miocene enormi sforzi tettonici hanno quindi iniziato a premere sui sedimenti marini della Tetide, spingendoli contro la placca di Eurasia. La pressione ha quindi creato grandi pieghe, faglie, falde e sovrascorrimenti, formando quindi le attuali Alpi. All'interno della catena è quindi possibile ritrovare porzioni del vecchio basamento cristallino, che costituisce il substrato dei depositi marini, affiorante in superficie.

### Confini geologici delle Alpi
Le Alpi formano un arco con vergenza verso nord che circonda il bacino di avampaese del Po. I sedimenti del Quaternario e del Neogene giacciono discordanti sopra le unità tettoniche meridionali. A Nordest si trovano depositi di avampaese (flysch e molassa) immergenti verso sud e con presenza di thrust al loro interno. Questo bacino, che si trova in Svizzera ed in Baviera, prende il nome di bacino della Molassa. I bacini di avampaese sono ricoperti verso sud dal fronte di avanzamento del sovrascorrimento delle Alpi. Il bacino della Molassa è delimitato a nordovest dal Massiccio del Giura, una catena fold-and-thrust esterna, che può essere considerata geologicamente come una parte delle Alpi. La parte est del bacino della molassa forma l'altopiano del Mittelland. L'origine del Massiccio del Giura è ancora in fase di dibattito. Un'ipotesi sulla sua formazione è una risalita tettonica del graben del Reno.
Le Alpi continuano in modo più o meno uniforme nelle adiacenti catene montuose: gli Appennini nel sudovest, le Dinaridi nel sudest e i Carpazi nel nordest. Ad est le Alpi sono delimitate dal bacino di Vienna e dal bacino pannonico, dove c'è una distensione est-ovest della crosta terrestre.

## Struttura geologica delle Alpi
Le Alpi hanno una geologia molto complessa, ma la struttura tettonica è simile ad altre catene di collisione continentale.

### Suddivisione
Le Alpi sono spesso suddivise dai geografi in occidentali, centrali ed orientali, anche se spesso i limiti di questa suddivisione sono arbitrari e basati su criteri morfologici e orografici; questa suddivisione non ha alcun significato geologico. La divisione tra Alpi orientali e centrali è approssimativamente una linea che passa attraverso Sankt Margrethen, Coira e Sondrio, mentre la suddivisione tra centrali ed occidentali non è ben definita. 

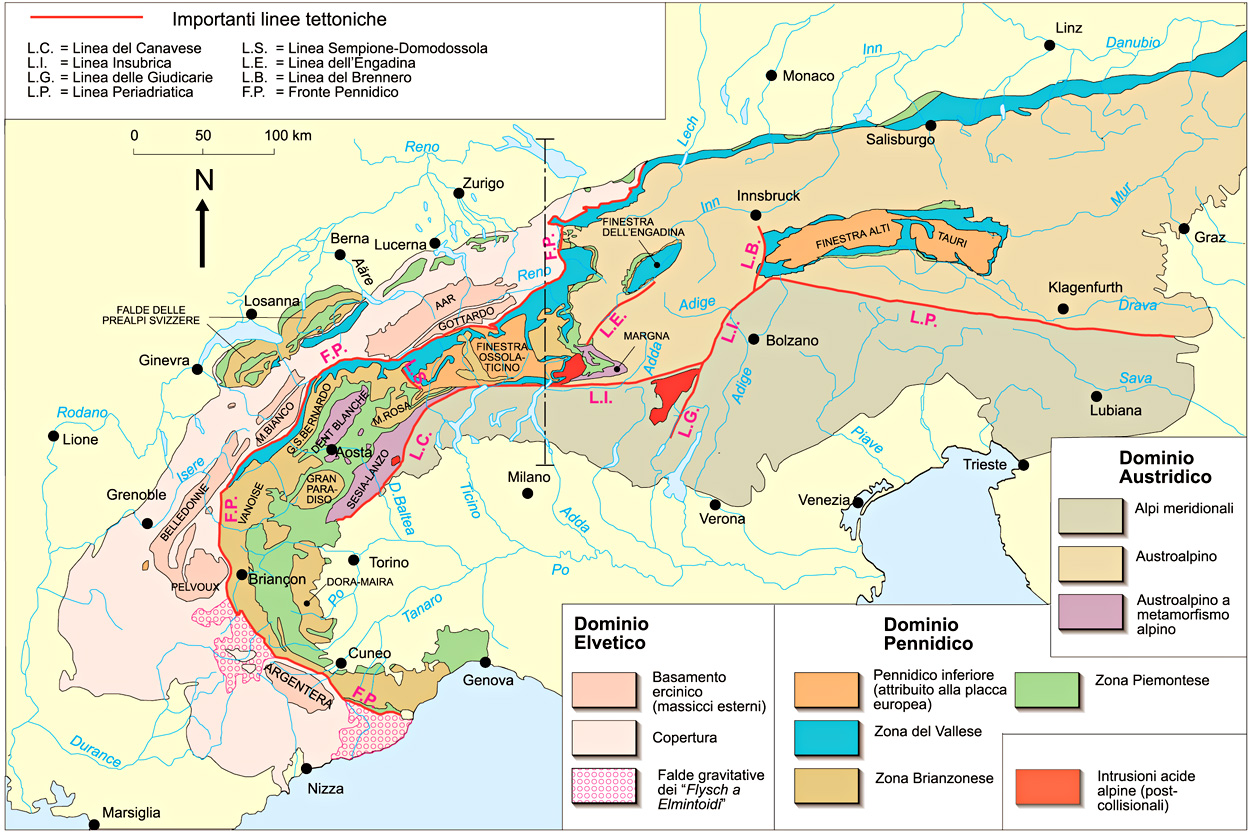
Mappa schematica della geologia delle Alpi che mostra la suddivisione tra le principali strutture.

Geologicamente la suddivisione delle Alpi è definita considerando la posizione dei suoi maggiori elementi strutturali rispetto alla principale lineazione tettonica ben riconoscibile a scala regionale; si tratta di una linea di sutura (zona di taglio) chiamata Linea Insubrica o linea Periadriatica, sviluppata con orientamento prevalente est-ovest attraverso tutte le Alpi. Questa linea rappresenta il contatto in superficie tra le vecchie placche tettoniche Adria ed Eurasia.
A sud di questa linea si trovano le unità piegate e sovrascorse del Sudalpino.
A nord della linea periadriatica si riconoscono tre grandi domini paleogeografici: l'Elvetico, il Pennidico e l'Austroalpino, caratterizzati da diverso grado di metamorfismo. Questa suddivisione risulta anche in accordo rispetto alle originarie aree paleogeografiche di origine delle rocce: la zona elvetica contiene rocce provenienti dalla placca europea, la zona austroalpina contiene rocce provenienti dalla placca apula, mentre la zona pennidica contiene rocce provenienti da un vecchio bacino oceanico di sedimentazione compreso tra le prime due zone.

Rappresentazione schematica delle falde alpine.

#### Sudalpino
Il dominio Sudalpino, costituito da falde di rocce sedimentarie con vergenza Sud, si trova nelle prealpi sud-orientali. Grazie al suo basso grado di metamorfismo (presente nelle unità più antiche) ha consentito uno studio più preciso dell'evoluzione geodinamica della catena alpina.

#### Austroalpino
Il dominio Austroalpino è formato da una serie di falde che si sono impilate in età varisica e composte da sedimenti deposti durante l'Ordoviciano. Queste unità rappresentano la crosta continentale che si trovava a sud dell'oceano della Tetide e della zona di subduzione. Il dominio Austroalpino si trova nella parte nord orientale della catena e nella parte occidentale all'interno dei klippe di Sesia-Lanzo, della Dent Blanche e del Monte Emilius. La Zona del Sesia-Lanzo è la zona continentale con maggior estensione ad essere andata in subduzione durante l'orogenesi dell'arco alpino.

#### Pennidico
Con dominio Pennidico si intendono tutte le successioni continentali ed oceaniche che si trovavano, durante il mesozoico, a contatto o sul margine continentale meridionale della placca europea. Si trova strutturalmente sottoposto al dominio Austroalpino e può essere suddiviso in quattro sottodomini:
- Zona ad ofioliti piemontese, che costituisce il vecchio fondale oceanico
- Massicci pennidici interni, costituiscono il basamento continentale ed hanno subito eventi metamorfici di altissima pressione
- Dominio Brianzonese, costituisce il vecchio continente brianzonese
- Klippe prealpini, sono lembi relitti posti sopra la successione prealpina elvetica

#### Elvetico
Questo dominio costituisce il basamento europeo della catena alpina e contiene grandi massicci cristallini (San Gottardo, Monte Bianco, Belledonne, Argentera). Si trova sottoposto strutturalmente sia al dominio pennidico sia al dominio Austroalpino.

### Geologia strutturale
Pieghe e thrust a nord della faglia periadriatica sono in genere rivolti verso nord, quindi la vergenza dominante è verso nord. A sud troviamo invece una vergenza dominante rivolta verso sud.
Le rocce della falda austroalpina hanno la maggior parte dei propri affioramenti nella parte orientale della catena, mentre nella parte occidentale questi strati sono stati perlopiù erosi (ad eccezione della Dent Blanche e della zona del Sesia).
Nelle Alpi occidentali la falda elvetica può essere ritrovata a nord e ad ovest, a volte sotto klippe (relitti tettonici) di falde austroalpine, come nelle prealpi a sud del lago di Ginevra. 
In molti punti della parte centrale del lineamento periadriatico possono essere trovate grandi pieghe antiformi, spesso mostrate attraverso finestre tettoniche.

### Intrusioni
Sono state rinvenute, nelle porzioni più antiche e profonde della crosta alpina, alcune intrusioni plutoniche che si sono formate durante o subito dopo l'orogenesi ercinica. Queste intrusioni sono più antiche delle Alpi e non hanno quindi legami con la loro formazione. Queste intrusioni, che si sono messe in posto a scarsa profondità, sono riconoscibili nella successione dei laghi, un'area che si estende da Ivrea-Verbano. Appartenenti a questa serie sono: il granito di Baveno, il plutone di Montorfano, il plutone della Val Biandino ed il corpo basico d'Ivrea. Evidenze di vulcanismo risalente a questo periodo si ritrovano inoltre nell'area di Bolzano e nella formazione di Collio nelle Alpi Orobie.  Possono anche essere trovate delle intrusioni felsiche leggermente più giovani, risalenti alla fase estensionale del Triassico. Intrusioni avvenute durante la formazione delle Alpi sono relativamente rare. Le principali si trovano lungo la linea periadriatica e sono il plutone dell'Adamello, messo in posto tra i 40 e i 29 Ma fa, ed il plutone del Masino-Bregaglia.

### Metamorfismo
La complessa evoluzione delle Alpi ha portato numerose sequenze e rocce ad essere metamorfosate. Per poter meglio inquadrare il metamorfismo alpino è necessario suddividere l'area nelle quattro falde alpine. In ognuna, infatti, troviamo diversi gradi di metamorfismo, relazionabili con la loro genesi.
Nel Sudalpino troviamo un evento metamorfico principale, di età permiana, che ha creato una zonazione decrescente verso est. Nella zona della serie dei laghi troviamo inoltre alcune aureole di contatto. Le facies principali sono: anfibolitiche ad ovest ed a scisti verdi ad est.
Nell'Austroalpino si riconoscono tre eventi metamorfici principali: un primo evento Varisico, un evento permiano-triassico ed un ultimo evento alpino. Durante l'evento varisico abbiamo il raggiungimento di facies a scisti verdi e anfibolitica; l'evento permiano triassico, caratterizzato da metamorfismo di alta pressione e bassa temperatura, consente invece il raggiungimento di facies; infine l'evento alpino segna il passaggio a metamorfismo di alta pressione, con facies a scisti verdi.
Nel dominio Pennidico si riconosce una zonalità decrescente verso ovest. Troviamo quindi complessi con metamorfismo ad altissima pressione (complesso Dora Maira, Gran Paradiso e Monte Rosa), con presenza di coesite e facies a scisti blu, nella zona più orientale, mentre ad occidente il grado scende progressivamente fino ad arrivare a facies a prehnite e pumpellyte.
L'alto grado raggiunto, soprattutto da particolari zone di questa falda, testimonia la subduzione avvenuta su queste rocce. Durante la formazione alpina, infatti, l'intera falda pennidica verrà coinvolta da una subduzione che la farà sprofondare fino a 70–100 km di profondità sotto la superficie terrestre. I valori della profondità raggiunta vengono facilmente calcolati in relazione alla coesite, minerale polimorfo del quarzo, che si forma solo a pressioni superiori ai 2-3 GPa, quindi compatibili con 70–100 km di profondità.
Nel dominio elvetico si possono riconoscere strutture a scisti verdi, che hanno subito metamorfismo alpino.

## Storia tettonica
Le Alpi sono una catena fold-and-thrust, un'espressione dell'accorciamento crostale dovuto alla convergenza tra la placca dell'Europa e la placca Apula.

### Rottura Della Pangea

Posizione delle catene montuose Erciniche/Varisiche/Appalachiane nel medio Carbonifero. Le linee di costa attuali servono da riferimento. Le linee rosse sono suture, Gondwana e Laurasia sono i paleocontinenti che si sono uniti durante questa orogenesi.

Al termine del Carbonifero terminò l'orogenesi ercinica, con cui si formò il supercontinente di Pangea, dall'unione di Gondwana e Laurasia. La porzione est delle Alpi era in quel periodo all'interno dell'oceano della Paleo-Tetide.
Grazie all'erosione di questa antica catena ercinica, troviamo nel permiano dei depositi fluviali come arenarie e conglomerati (Ad esempio il Verrucano Lombardo nel Sudalpino). Nello stesso periodo avvenne anche un'estensione crostale, causata dall'instabilità isostatica della catena montuosa. Questo evento causò quindi la formazione di un bacino sedimentario lungo l'asse della catena ed un periodo di vulcanismo felsico; questa è stata la prima fase del rifting tra Europa ed Africa.
A causa dell'innalzamento del livello del mare durante il Triassico, il margine orientale di Pangea fu allagato. Questo evento è testimoniato dalla deposizione di sedimenti di tipo costiero ed evaporitico.

### Giurassico
Durante il Giurassico inferiore uno stretto oceano inizia a formarsi tra la parte settentrionale (Nord America ed Eurasia) e meridionale (Africa e Sud America) di Pangea. Si forma inoltre l'oceano Ligure-Piemontese, generalmente considerato come un'estensione orientale della Tetide. Anche se non era veramente connesso, una penisola di crosta continentale della placca Africana, chiamata placca Apula è coinvolta nella divisione della Tetide e nelle prime fasi della formazione delle Alpi. 
Alcuni autori si riferiscono con i nomi Tetide alpina e Oceano della Tetide occidentale ad una serie di piccoli bacini oceanici formati nel sudovest della placca europea, questo per distinguerli dalla Neo-Tetide, che si forma invece nella parte orientale. Dato che il Giurassico è caratterizzato da un alto livello marino i vari oceani erano tra di loro collegati da mari poco profondi. Sul continenti i depositi marini si formano lungo l'intero Mesozoico.
Nel tardo giurassico il microcontinente dell'Iberia si stacca dalla placca europea e l'oceano Vallese si forma tra le due placche. Entrambi gli oceani che si formano in questo periodo non saranno mai grandi come gli attuali oceani, le loro condizioni sono piuttosto assimilabili a quelle attuali del mar Rosso. Quando alla fine del Giurassico la placca Apula inizia a muoversi verso la placca Europea si forma una fossa oceanica nella parte occidentale delle Alpi, ed al suo interno vengono depositati radiolariti e lutiti.

### La fase Eo-Alpina del Cretaceo
La convergenza tra Africa ed Europa ha una storia relativamente breve, infatti, con l'apertura dell'Oceano Atlantico, avvenuta circa 100 Ma, l'Africa inizia a muoversi verso nordest. Come risultato di questo processo, gli strati sedimentari oceanici vengono piegati e spinti verso l'alto. Intrappolata tra i due continenti la crosta oceanica ha quindi iniziato a subdurre sotto la placca Apula. La placca Africana prosegue quindi per circa 1000 km il suo movimento verso nord. A causa della continua subduzione in atto si viene a formare un arco vulcanico, le cui tracce si trovano nei sedimenti della falda Pennidica.
Nell'Eocene avviene la prima collisione continentale tra la placca Apula ed Europa (benché taluni indizi mostrino che i sovrascorrimenti della parte meridionale della catena fossero attivi già nel Tardo Cretacico, rendendo la catena della Alpi Meridionali precedente al resto della Catena). Questo evento prende il nome di fase Eo-Alpina ed è spesso ritenuto la prima fase della formazione delle Alpi. La parte della placca Apula che entra in collisione viene deformata intensamente, ed il materiale coinvolto in questo evento andrà successivamente a formare la falda Austroalpina ed il Sudalpino. Nella falda Pennidica è possibile riconoscere, in alcuni frammenti, degli eventi deformativi che sono stati associati a questo evento della fase Eo-Alpina.

### Paleocene ed Eocene
Quando l'oceano Ligure-Piemontese è stato completamente subdotto durante il Paleocene, il microcontinente Brianzonese, insieme ad alcune parti della placca iberica, arriva alla zona di subduzione. Il continente del Brianzonese e l'oceano Vallese vengono quindi subdotti e portati fino a 70 km sotto la superficie terrestre, raggiungendo quindi i livelli di pressione e temperatura necessari per raggiungere la facies eclogitica. Questo materiale diventerà poi in seguito la falda pennidica, anche se una grande parte del materiale subdotto andrà persa. Nel frattempo la placca Apula viene spinta sopra la crosta europea. Si conclude quindi la principale fase collisionale della formazione delle Alpi.

### Oligocene e Miocene
Quando lo slab (porzione di crosta in subduzione) si ruppe, la placca che stava per andare in subduzione subì un innalzamento. Questo innalzamento causò, durante il Miocene, un evento estensivo. Questo evento poteva avvenire solo in direzione est-ovest, dato che da sud la placca Apula continuava a convergere verso l'Europa. Si viene così a formare una grande zona di taglio, che in seguito prenderà il nome di lineamento Periadriatico, e che andrà ad accomodare le tensioni di taglio destro della catena.
Con l'eccezione del materiale alloctono della falda Austroalpina, questa zona di taglio si forma tra la placca Europea e la placca Apula. Le Alpi centrali crescono e vengono in seguito erose, causando la formazione di klippe e finestre tettoniche.
Nel frattempo il fronte delle falde pennidiche ed austroalpine avanza, spingendo verso nord. A causa di queste pressioni avviene uno scollamento del materiale che andrà a formare la falda Elvetica.

### Neogene
Nei nostri giorni la placca Apula e la placca Europea continuano a convergere, facendo proseguire la formazione della catena montuosa. Misure effettuate su strade, ferrovie e tunnel mostrano come all'interno della catena ci sia ancora una crescita che varia dal millimetro al centimetro all'anno. La crescita è comunque bilanciata dall'attività erosiva. Si ritrovano inoltre alcuni lineamenti sismici in profondità, che mostrano come gli stress siano ancora presenti. Anche la formazione dei bacini di avampaese (bacino del Po e della Molassa) prosegue grazie alla subsidenza di queste aree.

## Evoluzioni storiche nell'interpretazione geologica
Lo studio della formazione delle Alpi è iniziato agli albori della geologia moderna. Durante gli anni si sono susseguite varie teorie che riflettono i pensieri dominanti dei vari periodi.

### Diciannovesimo secolo
Durante il diciannovesimo secolo, in base all'osservazione che il nucleo della maggior parte delle catene montuose è costituito da gneiss, micascisti e graniti, mentre le loro coperture sono prevalentemente marine, Von Humboldt e Von Buch formulano una prima teoria sulla formazione della catena alpina, in cui l'innalzamento dei sedimenti marini viene causato dalla spinta di grandi intrusioni plutoniche nella parte assiale della catena.
Questa teoria, che prende il nome di teoria dei crateri di sollevamento, viene però rapidamente smentita da Suess, De Beaumont e Studer, che dimostrano come le Alpi non siano dotate di un'unica zona assiale, ma siano costituite da una serie di zone cristalline intercalate da deposizioni sedimentarie.
Contemporaneamente alcuni geologi tedeschi, dopo aver riscontrato un grande numero di faglie verticali all'interno della catena, formulano la teoria della Tettonica verticale, che giustifica la formazione della catena unicamente con movimenti verticali e deformazioni fragili della crosta. La teoria viene confutata da Escher Von der Linth grazie al riconoscimento di un sistema di pieghe che subordina le faglie.
È però grazie al lavoro effettuato da Suess nel 1875 che si iniziano a riconoscere le prime grandi strutture delle Alpi. Suess identifica infatti l'asimmetria della catena, la sua unità strutturale e l'ostacolo costituito dai terreni più vecchi rispetto a sedimenti più plastici in via di corrugamento. Grazie a queste osservazioni, Suess intuisce la tangenzialità degli sforzi compressionali che contribuiscono alla creazione della catena, riprendendo un concetto già formulato da De Saussurre e da Elie De Beaumont.
Si afferma quindi il modello di De Beaumont, che spiega la formazione delle catene montuose come dovuta al progressivo raffreddamento e, quindi, alla progressiva contrazione della Terra. Nel 1890 Schardt riconosce alcuni depositi sedimentari traslati per centinaia di chilometri all'interno delle prealpi svizzere.

### Ventesimo secolo

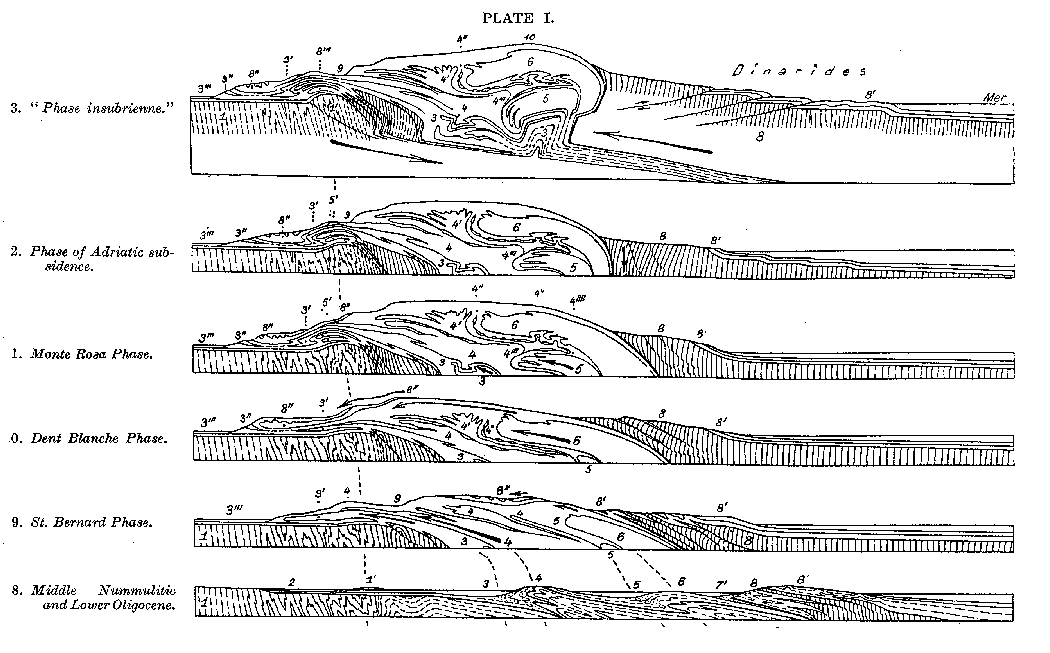
Argand (1916): Ricostruzione dell'evoluzione strutturale delle Alpi articolata in sezioni geologiche orientate approssimativamente Nord-ovest (sinistra) - sud-est (destra) e con eta' decrescente dal basso verso l'alto

Durante il 1901 Lugeon riesce ad ampliare le osservazioni di Schardt per tutte le prealpi svizzere. Nel 1903 vengono invece scoperte le maggiori finestre tettoniche delle Alpi: Engadina e Alti Tauri. La scoperta avviene ad opera di Termier (1903), che riesce a correlare le sequenze delle Alpi orientali con la formazione delle pietre verdi del Piemonte. Inoltre grazie ai rilievi effettuati entro il tunnel durante gli scavi del traforo del Sempione, Lugeon riconosce sopra l'anticlinale di Antigorio la presenza di un secondo strato in cui si ritrovano gli gneiss di Lebendum, gli gneiss del Monte Leone e gli gneiss del Ticino.
Nel 1905 Lugeon insieme ad Argand riuscirà a completare il suo lavoro, riconoscendo tutti i principali strati della zona piemontese, fornendo una prima sequenza stratigrafica: Cupola di Verampio, Antigorio, Lebendum, M. Leone, San Bernardo, M.Rosa, Dent Blanche.
Nel 1911 Argand sintetizza i risultati finora ottenuti pubblicando la "Carta Strutturale delle falde di ricoprimento delle Alpi occidentali ed i territori circostanti alla scala 1:500.000".
Dal 1908 inizia la pubblicazione dei primi fogli della Carta Geologica d'Italia con scala 1:100.000, carta che sarà alla base delle successive interpretazioni della catena.
Durante il 1916 Émile Argand riesce a delineare i basamenti dell'evoluzione delle Alpi occidentali, intuendo i 3 grandi domini che la governano: Elvetidi, Pennidi, Austrodinaridi. Si tratta della prima grande sintesi strutturale che guiderà i futuri studi di geologia alpina.
Dal Piaz sulla Grivola nel 1928 e Raguin in Haute Maurienne nel 1930 iniziano ad interpretare il complesso dei calcescisti non più come una singola unità, ma come un complesso formato da più falde fra di loro indipendenti.
Grazie agli studi effettuati da Ellenberger nel 1958 e da Trumpy nel 1957 emergono i limiti interpretativi del modello di Argand, che non riesce a giustificare la doppia vergenza riconosciuta da Gidon nel 1958.

### Dal 1970 ad oggi
Grazie a nuove metodologie come gli studi geochimici, petrografici e geofisici è possibile affinare le conoscenze finora acquisite sulla catena alpina.
Vari autori (Decandia ed Elter;Laubscher; Dewey e Bird; Bezzi e Piccardo) estendono l'interpretazione regionale ad aree più distanti: iniziano a riconoscere le ofioliti della Liguria come frammenti di vecchi oceani ormai completamente chiusi. Viene applicato, anche se con qualche approssimazione il modello di tettonica delle placche di Dewey e Bird (1970) alle Alpi, identificando il lineamento periadriatico come linea di sutura tra due placche.
Ernst, grazie allo studio del basamento cristallino, ridefinisce l'intero metamorfismo della regione alpina, tenendo in considerazione l'effetto di una zona di subduzione. Nel 1971 vengono spiegate da Boccaletti le polarità contrapposte delle Alpi e degli Appennini come dovute ad un cambio di subduzione da est ad ovest.
Viene riconosciuto e documentato inoltre da Dal Piaz un evento metamorfico ad alta pressione nelle Alpi occidentali.
Per spiegare la presenza degli scisti blu, prima Martini (1972) e poi Bocquet(1974) ipotizzano la presenza di una subduzione verso est nella zona Brianzonese.
Oxburg, nel 1972, per giustificare un minor spessore della crosta africana nelle Alpi orientali, ipotizza una subduzione verso nord con distacco degli strati superiori della crosta, che andranno a formare la falda austroalpina.
Polino et al (1990) ipotizza la formazione di un prisma orogenico precollisionale, cresciuto per accrezione e sottoerosione, ed al cui interno si restaurano le varie falde continentali. Il punto di sutura, in base a quest'ultimo modello, è quindi da ritenersi al fronte delle unità pennidiche.